# Pay Your Dues
Pay Your Dues er en amerikansk stumfilm fra 1919 af Vincent Bryan og Hal Roach.

## Medvirkende
- Harold Lloyd
- Snub Pollard
- Bebe Daniels
- Sammy Brooks
- Lige Conley